# Zappa Plays Zappa
Zappa Plays Zappa är ett amerikanskt tributband som leds av Dweezil Zappa, den amerikanska kompositören och musikern Frank Zappas äldste son, som ägnar sig åt att framföra musik av Frank Zappa. Bandet debuterade 2006 med föreställningar i Europa, Kanada och USA. Förutom Dweezil Zappa på ledgitarr består bandet av en blandning av relativt okända unga musiker och äldre musiker som tidigare har spelat med Frank Zappa. 
2008 gavs en dokumentär ut på DVD om bandets turnéer under 2006. Vid Grammy Awards 2009 vann Zappa Plays Zappa för bästa instrumentala rockframträdande för deras framträdande vid "Peaches en Regalia". Bandet var förband till Dream Theaters Progressive Nation 09 tillsammans med Bigelf och Scale the Summit. I oktober 2009 tillkännagavs att man skulle byta namn till "Dweezil Zappa Plays Zappa 2010" under 2010 års turné. 

## Medlemmar
Nuvarande medlemmar:
- Dweezil Zappa – sologitarr, sång
- Scheila Gonzalez – saxofon, flöjt, keyboard, sång, munspel
- Ben Thomas – sång, trumpet, trombon, rytmgitarr
- Chris Norton – keyboard, fiol, sång
- Ryan Brown – trummor, slagverk, sång
- Kurt Morgan – basgitarr, sång

Tidigare medlemmar:
- Pete Griffin – basgitarr
- Aaron Arntz – trumpet, keyboard, sång
- Billy Hulting – marimba, trumstock, slagverk
- Jamie Kime – rytmgitarr
- Joe Travers – trummor, sång

Gäster på de flesta framträdandena 2006:
- Napoleon Murphy Brock – sång, saxofon, flöjt
- Terry Bozzio – trummor, sång
- Steve Vai – gitarr

Gäster på framträdanden 2007, 2008 och några 2009:
- Ray White – sång, gitarr

Gäster på några framträdanden 2010:
- George Duke – sång, keyboard
- Scott Thunes – basgitarr
- Jeff Simmons – basgitarr, sång
- Moon Zappa – sång

Gäster på några framträdanden 2011:
- Mark Volman – sång
- Howard Kaylan – sång
- Jean-Luc Ponty – violin
- Chick Corea – keyboard
- Frank Gambale – gitarr
- Guthrie Govan – gitarr

Gäster på några framträdanden 2012:
- Scott Thunes – basgitarr
- Allan Holdsworth – gitarr
- Sioned Eleri Roberts – klarinett

## Diskografi
Livealbum
- 2008 - Zappa Plays Zappa